# Guardo
Guardo és un municipi de la província de Palència a la comunitat autònoma de Castella i Lleó (Espanya). Inclou tres pedanies: San Pedro de Cansoles, Intorcisa i Muñeca de la Peña.

## Demografia
| 1998  | 1999  | 2000  | 2001  | 2002  | 2003  | 2004  | 2005  | 2006  | 2007  |
| ----- | ----- | ----- | ----- | ----- | ----- | ----- | ----- | ----- | ----- |
| 8.762 | 8.718 | 8.645 | 8.548 | 8.337 | 8.187 | 8.041 | 7.941 | 7.835 | 7.673 |

## Cultura
- Agrupació Musical de Guardo

## Personatges il·lustres
- Claudio Prieto. Compositor simfònic.
- Jesús Landáburu. Ex-futbolista del FC Barcelona i Atlètic de Madrid, i de la Selecció Nacional.
- Ana José Cancio. Periodista i presentadora de TVE i RNE.
- Ambrosio Ortega Alonso. Pintor.